# Ácido 2-fosfoglicérico
El ácido 2-fosfoglicérico es un ácido glicérico que participa en varias rutas metabólicas. Su fórmula empírica es C3H7O7P y su peso molecular 186,06 Da. Interviene en la modificación covalente de la enolasa, enzima que lo utiliza como sustrato durante la glucólisis para dar lugar a fosfoenolpiruvato, e induce la fosforilación de proteínas en los islotes pancreáticos. Su anión se denomina 2-fosfoglicerato.

## En la glucólisis
| 3-fosfo-D-glicerato | Fosfogliceromutasa | Fosfogliceromutasa | 2-fosfo-D-glicerato | Enolasa | Enolasa | fosfoenolpiruvato |
|                     |                    |                    |                     |         |         |                   |
|                     |                    |                    | H2O                 |         |         |                   |
|                     |                    |                    |                     |         |         |                   |
|                     |                    |                    | H2O                 |         |         |                   |
|                     |                    |                    |                     |         |         |                   |
|                     | Fosfogliceromutasa | Fosfogliceromutasa |                     | Enolasa | Enolasa |                   |